# Valentino Pugliese
Valentino Pugliese (ur. 18 lipca 1997 w Zurychu) – szwajcarski piłkarz występujący na pozycji defensywnego lub środkowego pomocnika w bułgarskim klubie Beroe Stara Zagora.